# خداباوری کلاسیک
خداباوری کلاسیک (به انگلیسی: Classical theism)، شکلی کلامی و فلسفی از خداباوری است که خدا را واقعیت نهایی، با ویژگی‌هایی مانند خیرخواهی مطلق، قدرت مطلق و دانایی مطلق تصور می‌کند. خداباوری کلاسیک که ریشه در فلسفه یونان باستان افلاطون و ارسطو دارد، خدا را الوهیتی تغییرناپذیر، منزه، متعالی و کاملاً خودکفا معرفی می‌کند. این برداشت از خدا بر بساطت الهی تأکید دارد، و ذات و وجود خدا را یکسان می‌داند و او را اساساً از همه موجودات آفریده متمایز می‌کند.
در طول تاریخ، خداباوری کلاسیک به‌طور قابل توجهی آموزه‌های سنت‌های دینی عمده، به‌ویژه در مسیحیت، یهودیت و اسلام را شکل داده است. پدران اولیه کلیسا مانند ایرنئوس، کلمنت اسکندرانی و آگوستین ایده‌های خداباوری کلاسیک را در الهیات مسیحی گنجاندند و چارچوبی را بنا نهادند که بعدها توسط متفکران قرون وسطایی مانند توماس آکویناس اصلاح شد. در اندیشه یهودی فیلسوفانی مانند فیلون و ابن میمون بر وحدت و تعالی خدا تأکید داشتند و با اصول الهیات کلاسیک هم‌سو بودند. به همین ترتیب فیلسوفان اسلامی مانند ابن سینا و فارابی مفاهیم کلاسیک خداباوری را برای بیان تصویری از خدا به‌عنوان موجودی کاملاً مفرد و فراتر از درک بشر اتخاذ کردند.
خداباوری کلاسیک با وجود تأثیر عمیق، از نظر الهیاتی مورد انتقاد قرار گرفته است. طرفداران الهیات پویشی استدلال می‌کنند که تصور خدا به‌عنوان موجودی تغییرناپذیر، ماهیت پویا و در حال تکامل جهان را در بر نمی‌گیرد. خداباورانِ آشکار آموزه کلاسیکِ قدرت مطلق را به‌عنوان آموزه‌ای که شامل زور می‌شود تفسیر می‌کنند و در عوض نوعی تساهل در قدرت الهی را پیشنهاد می‌دهند.

## توسعه تاریخی

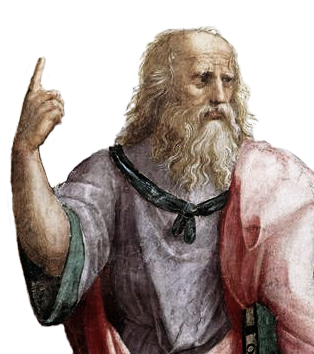
افلاطون پایه‌های توسعه خداباوری کلاسیک را بنا نهاد.

خداباوری کلاسیک ریشه در فلسفه یونان باستان به‌ویژه در آثار افلاطون و ارسطو دارد. مفهوم افلاطون از فرم خوب در آثاری مانند جمهور و تیمائوس الگویی اولیه از یک واقعیت متعالی و کامل را ارائه می‌دهد که به‌عنوان علت و منبع نهایی همه صورت‌های دیگر مطرح است. ارسطو همانطور که در متافیزیک خود مورد بحث قرار داده است، این ایده‌ها را با مفهوم محرک بی‌حرکت بیشتر توسعه داد. محرک بی‌حرکت علت نهایی تمام حرکات در جهان است که به‌عنوان یک موجود کامل، غیرمادی و واجب وجود دارد. این تحولات فلسفی اولیه زمینه را برای تدوین بعدی خداباوری کلاسیک فراهم کرد، که این مفاهیم را در یک چارچوب کلامی گسترده‌تر جای می‌داد.
تأثیر مکتب نوافلاطونی به‌ویژه از طریق آثار فلوطین در شکل‌گیری اندیشه‌های اولیه مسیحی بسیار مهم بود. فلوطین مفهوم «واحد» را مطرح کرد، منبعی وصف‌ناپذیر و متعالی که تمام واقعیت از آن سرچشمه می‌گیرد، مفهومی که تأثیر عمیقی بر متکلمان اولیه مسیحی داشت. پدران کلیسا مانند آگوستین این ایده‌های نوافلاطونی را با آموزه‌های مسیحی ادغام کردند و بر سادگی، تغییرناپذیری و قدرت مطلق خداوند تأکید ورزیدند. تلفیق آموزه‌های مسیحی با فلسفه افلاطونی و نوافلاطونی توسط آگوستین به ایجاد بنیان فکری خداشناسی کلاسیک در سنت مسیحی کمک کرد.
در طول دوره قرون وسطی خداباوری کلاسیک توسط متکلمانی مانند آنسلم و توماس آکویناس بیشتر اصلاح شد. برهان هستی‌شناختی آنسلم در آثاری مانند پروسلوگیون وجود خدا را به‌عنوان یک موجود ضروری اثبات می‌کند، مفهومی که با دیدگاه خداباوری کلاسیک از خدا به‌عنوان موجودی قائم به ذات و اساساً متفاوت از موجودات مخلوق، هم‌سو است. آکویناس در کتاب مدخل الهیات ترکیبی جامع از فلسفه ارسطویی با الهیات مسیحی ارائه داد و آموزه‌های کلیدی مانند بساطت الهی، تغییرناپذیری و ابدیت را مطرح کرد. براهین پنجگانه آکویناس، پنج برهان برای وجود خدا، به استدلال‌های اصلی در فلسفه خداباوری کلاسیک تبدیل شدند. کار او منجر به ظهور مکتب الهیاتی تومیستی شد.
دوره‌های رنسانس و اصلاحات پروتستانی شاهد تداوم توجه به ایده‌های خداباوری کلاسیک بودند، به‌ویژه زمانی که محققان متون باستانی را مورد بازنگری قرار دادند و آن‌ها را با مباحث دینی معاصر تلفیق کردند. علی‌رغم ظهور چالش‌های علمی و فلسفی، خداباوری کلاسیک در سنت کاتولیک، هم‌چنان یک دیدگاه غالب باقی ماند. آثار این دوره‌ها زمینه را برای مباحث کلامی و فلسفی مداوم فراهم کرد و تداوم اهمیت خداشناسی کلاسیک را در هر دو زمینه دانشگاهی و مذهبی تضمین نمود.